# Deiningen
Deiningen ist eine Gemeinde im schwäbischen Landkreis Donau-Ries. Sie ist Mitglied der Verwaltungsgemeinschaft Ries.

## Geografie
Die Gemeinde liegt im Zentrum des Rieskraters, etwa 6 km östlich von Nördlingen. Zum Gemeindegebiet gehört neben dem Hauptort noch der knapp 2 km nördlich gelegene Gutshof Klosterzimmern, der an das im 16. Jahrhundert säkularisierte ehemalige Zisterzienserinnenkloster Zimmern erinnert. Im Westen grenzt das Stadtgebiet von Nördlingen an. Die Eger verläuft westlich angrenzend.
Es gibt vier Gemeindeteile (in Klammern ist der Siedlungstyp angegeben):
- Deiningen (Pfarrdorf)
- Hohhof (Einöde)
- Klosterzimmern (Einöde)
- Möderhof (Einöde)

## Geschichte

### Bis zur Gemeindegründung
Schon in der Frühgeschichte sind Siedlungen aus der Zeit der Urnenfelderkultur (1300 bis 800 v. Chr.) und aus der La-Tène-Zeit (480 bis etwa 15 v. Chr.) nachweisbar. Auf der Deininger Flur „Schlafbühl“ entdeckte man ein alamannisches Reihengrab mit 21 Personen.
Mit einer vom Frankenkönig Pippin III. im Jahr 760 unterzeichneten Urkunde tritt Deiningen als eigenständige Ortschaft als Schenkung Villa Thininga im Riesgau am Egerfluss mit allen Ländereien, Leuten und Rechten an das im Auftrag des Hl. Bonifatius gegründete und dem hochheiligen Erlöser geweihte Kloster Fulda aus dem Dunkel der Geschichte (Quelle: MGH DD Karoli.1, Nr. 13).

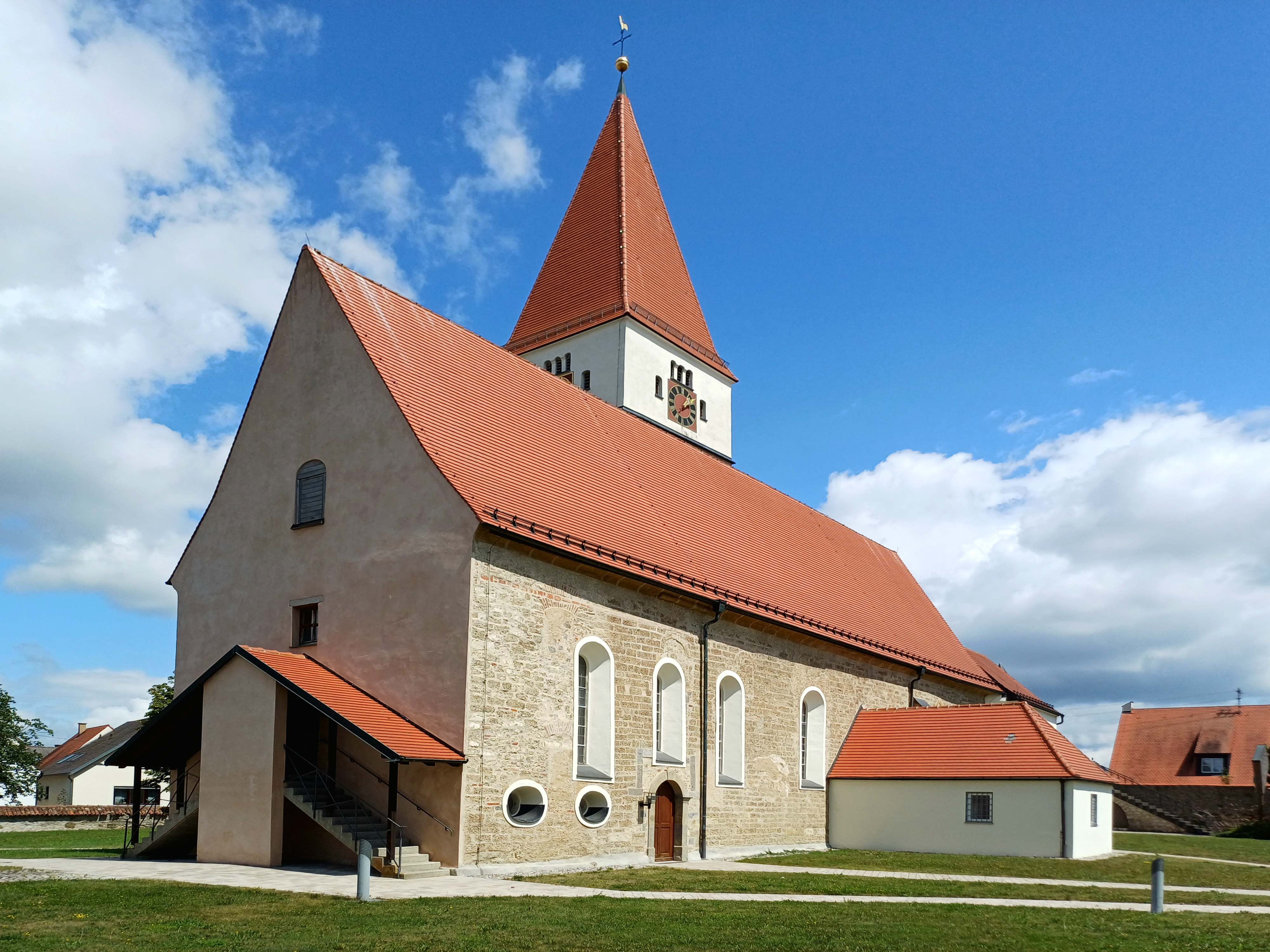
St. Martin, Deiningen

Der Königshof aus ca. 50 Familien (Leibeigenen wie Halbfreien) hatte neben Viehbestand und Land acht Mühlen und drei Kirchen, eine dieser drei ist vermutlich die Kirche von Zimmern (Klosterzimmern im Norden von Deiningen), ganz sicher gehört die Kirche St. Martin im Ort selbst dazu; die Kirche St. Ottilien existiert nicht mehr. In einem Inventarverzeichnis des Klosters von Fulda wird 70 Jahre später die „Villa Thininga“ mit 70 Familien und dem bereits bekannten Flurbestand von 760 beschrieben, weiterhin die acht Mühlen und drei Kirchen. Bei der Siedlung handelte es sich damals um einen der drei größten Königshöfe im fränkisch-schwäbischen Raum des Frankenreiches, er hatte einen Landbesitz von ca. 304 ha bewirtschafteter Fläche.
Deiningen gehörte bis ins 13. Jahrhundert zum Kloster Fulda und gelangte danach in den Besitz der fränkisch-schwäbischen Grafen von Oettingen. Die Hochgerichtsbarkeit und die Dorfherrschaft teilten sich die Herrschaftshäuser Oettingen-Oettingen mit dem Oberamt Harburg und Oettingen-Wallerstein mit dem Oberamt Wallerstein. Während die Grafschaft Oettingen-Wallerstein in der Reformation katholisch blieb, wurde von den Grafen von Oettingen-Oettingen die neue Lehre eingeführt. Dies bewirkte, dass der wallersteinische (südlich gelegene) Ortsteil von Deiningen katholisch blieb und der nördliche oettingische Gemeindeteil sich dem evangelisch-lutherischen Bekenntnis zuwandte. Beide Konfessionen nutzten die im katholischen Teil stehende Pfarrkirche als Simultankirche. 1961 erhielt die evangelische Gemeinde eine eigene Kirche. Nördlich von Deiningen liegt an der Eger die Ortschaft Klosterzimmern mit dem 1245 gegründeten, ehemals reich begüterten Frauenkloster des Zisterzienserordens (Kloster Zimmern). Dieses Kloster wurde in der Reformationszeit säkularisiert.

### Deininger Haufen
Der Deininger Haufen war eine erste große Zusammenrottung von Bauern im Nördlinger Ries im Bauernkrieg. Mit dem Versprechen von Veränderungen, aber auch der Androhung von Gewalt wurden die Revolutionäre am 12. April 1525 zur friedlichen Auflösung bewogen. 

### Militärflugplatz und Flüchtlingslager
Zwischen 1935 und 1945 existierte in der Gemarkung der Gemeinde ein Militärflugplatz, der nach dem Ende des Zweiten Weltkriegs – nach einer kurzen Zwischennutzung als amerikanische Truppenunterkunft – als Lager für Heimatvertriebene aus dem Egerland diente. In dem vermutlich Mitte der 1960er Jahre endgültig aufgelösten Lager lebten zeitweise etwa 440 Menschen, die über eine eigene Schule, eine Kirche und ein Gasthaus verfügten. 

### Festjahr 2010
Die in Latein abgefasste Schenkungsurkunde aus dem Jahr 760 weist Deiningen als die älteste Riesgemeinde aus. Der ganze Riesgau (lateinisch: pagus Riezzin) ist darin erstmals urkundlich erwähnt. Diese Schenkungsurkunde, mit der König Pippin III. den Königshof dem Kloster Fulda übereignete, gilt als älteste in Deutschland im Original erhaltene Königsurkunde. Diese 1250 Jahre alte urkundliche Erwähnung wurde vom 23. bis 25. Juli 2010 mit einem großen Festwochenende gefeiert.

### Einwohnerentwicklung
Zwischen 1988 und 2018 wuchs die Gemeinde von 1506 auf 1819 um 313 Einwohner bzw. um 20,8 %.

## Politik

### Gemeinderat

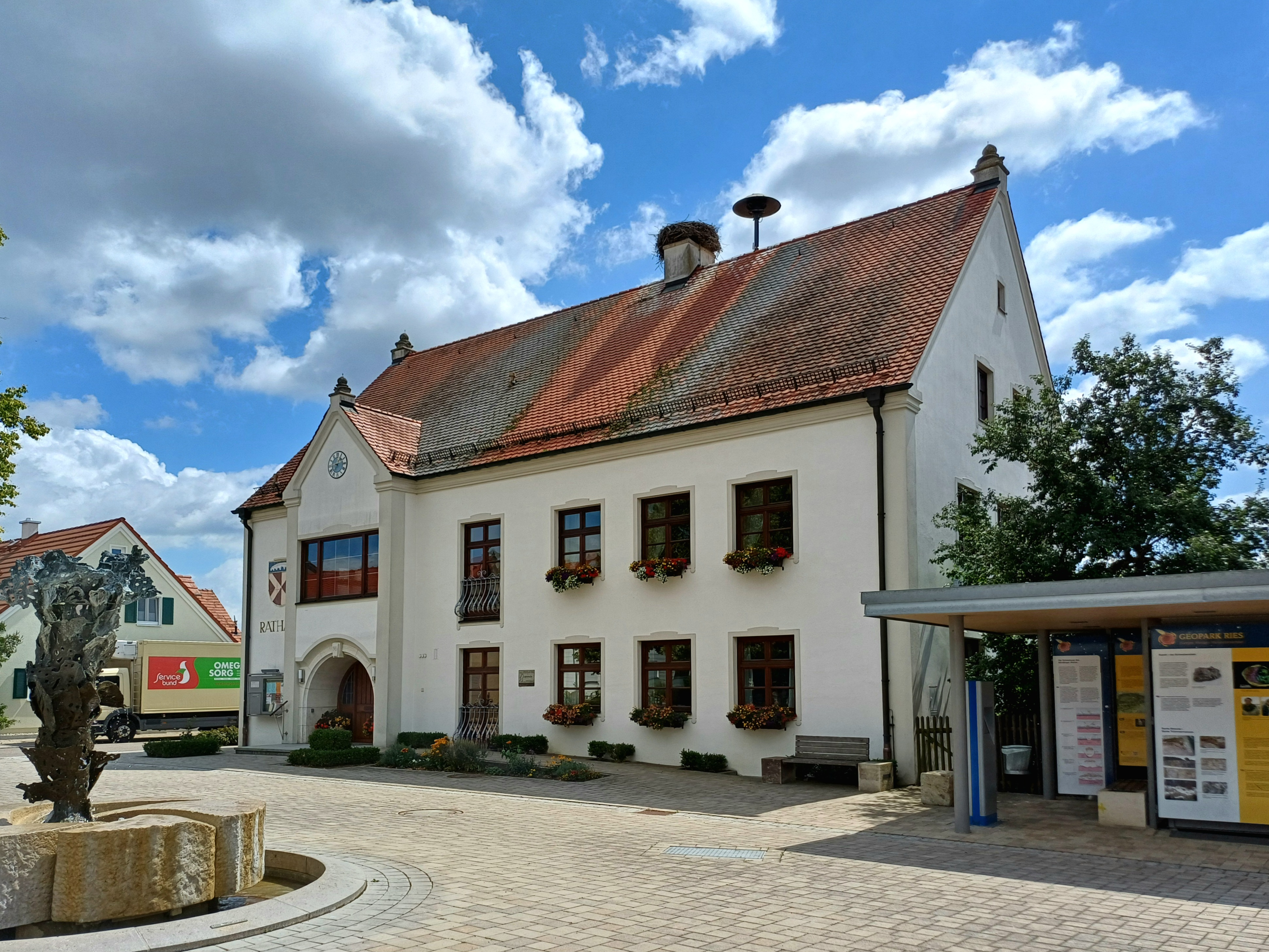
Rathaus Deiningen

Nach der Wahl am 15. März 2020 hat der Gemeinderat 12 Mitglieder, darunter sind drei Frauen. Vertreten sind die CSU (5), die SPD (3) und die PWG (4). 

### Bürgermeister
Seit Mai 2014 ist Wilhelm Rehklau Erster Bürgermeister. Er wurde am 15. März 2020 mit 96,9 % wieder gewählt.

### Wappen
| | Blasonierung: „Unter blauem Schildhaupt, darin eine siebenbogige silberne Brücke mit nach außen abfallender Bogenhöhe, gespalten von Rot und Gold, darin ein Gegenseitensparren in verwechselten Farben.“ |
| Wappenbegründung: Die Brücke im Schildhaupt ist die unter Denkmalschutz stehende, siebenbogige Egerbrücke, das seit der Römerzeit belegte Wahrzeichen des Ortes. Ihr jetziger Bauzustand ist aus dem 18. Jahrhundert. Die beiden Schildhälften enthalten das geminderte Wappen der Fürsten von Oettingen („Auf rot-goldenem Eisenhutfeh ein blauer Herzschild, alles belegt mit einem durchgehenden silbernen Schragen.“), dem auch dei Wappenfarben blau, silber, gold und rot entstammen, die verwechselten Farben symbolisieren die gleichzeitige Grund- wie Territorialherrschaft der Linien Oettingen-Oettingen und Oettingen-Wallerstein. Dieses Wappen wird seit 1959 geführt. | |

### Baudenkmäler

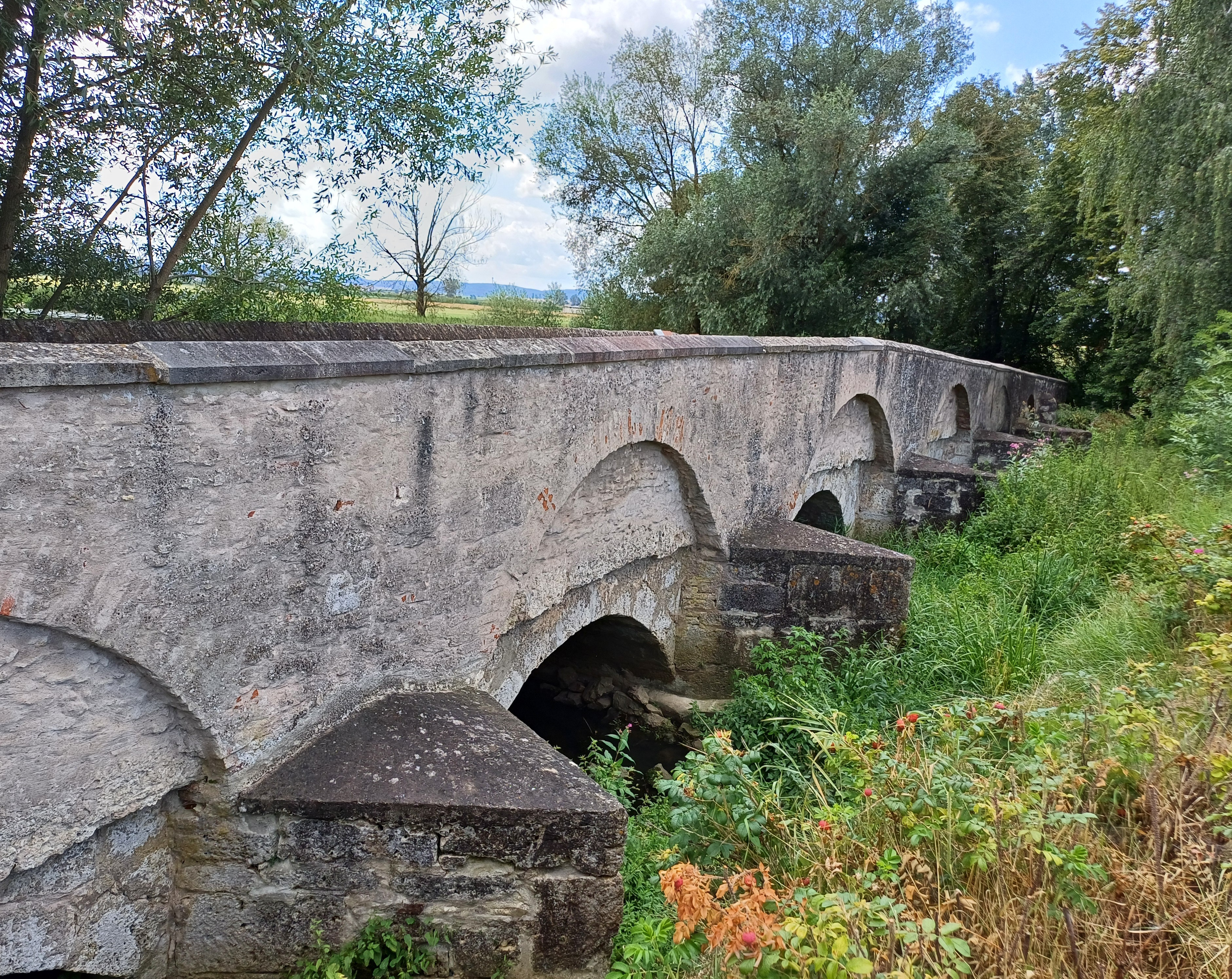
Alte Egerbrücke in Deiningen

Das Wahrzeichen des Ortes ist die unter Denkmalschutz stehende Brücke über die Eger.
Die Martinskirche mit ihrer barocken Ausstattung ist als ehemalige gotische Wehrkirche sehenswert. Von 1616 bis 1961 diente sie als Simultankirche beiden Konfessionen. Die ehemalige Klosterkirche im nördlich von Deiningen gelegenen Gemeindeteil Klosterzimmern aus dem 13. Jahrhundert bildet ein Kulturdenkmal ersten Ranges, auch wenn die Ausstattung inzwischen ausgeräumt ist.

## Wirtschaft und Infrastruktur

### Arbeitsplätze und Landwirtschaft
2017 gab es in der Gemeinde 463 sozialversicherungspflichtige Arbeitsplätze. Von der Wohnbevölkerung standen 803 Personen in einem versicherungspflichtigen Beschäftigungsverhältnis. Damit war die Zahl der Auspendler um 340 Personen größer als die der Einpendler. 22 Einwohner waren arbeitslos. 2016 gab es 24 landwirtschaftliche Betriebe.

### Verkehr
Deiningen liegt zwei bis drei Kilometer südöstlich der Bundesstraße 466 Heidenheim an der Brenz–Schwabach. Die von Nördlingen kommende Staatsstraße St 2213 und die Kreisstraße DON 7 kreuzen im Ort.
Der Ort war Station an der 1903 eröffneten Bahnstrecke Nördlingen–Wemding, auf der bis 1981 Personenzüge fuhren. Heute ist der nächste Bahnanschluss in Nördlingen an der Riesbahn Aalen–Donauwörth, etwa sechs Kilometer westlich von Deiningen.

### Öffentliche Einrichtungen
Neben der alten katholischen St. Martinskirche (Bistum Augsburg) gibt es die evangelische Erlöserkirche.

### Bildung
Im Schuljahr 2018/19 gab es drei Volksschulen:
- Grundschule Deiningen mit 9 hauptamtlichen Lehrkräften und 149 Schülern
- Mittelschule Deiningen (Jahrgangsstufen 5–9) mit 8 hauptamtlichen Lehrkräften und 85 Schülern
- Montessori-Volksschule Deiningen (Jahrgangsstufen 1–4) der Montessori Fördergemeinschaft Nördlingen e. V. mit 7 hauptamtlichen Lehrkräften und 75 Schülern.

Am 1. März 2018 hatte die Kindertageseinrichtung Deiningen 98 genehmigte Plätze und 101 Besucher.

## Persönlichkeiten

### Söhne und Töchter der Gemeinde
- Die Schreiberfamilie Müller, der Konrad Bollstatter (* um 1420/30; † um 1482) angehörte.
- Johannes Geuss (* um 1380, † 7. August 1440 in Wien), Dozent für Naturwissenschaften, Philosophie, Theologie (Dr. theol.) und Rektor (1427, 1437) der Universität Wien (stammte nicht aus Deining, Oberpfalz).
- Franz Joseph Bähr (* 19. Februar 1770 in Deiningen; † 7. August 1819 in Wien; auch Bär oder Behr), Klarinettist